# Зелена Діброва (Берестинський район)
Зелена Дібро́ва — село в Україні, у Берестинському районі Харківської області. Населення становить 79 осіб. Орган місцевого самоврядування — Кегичівська селищна рада.

## Географія
Село Зелена Діброва знаходиться за 2 км від селища Кегичівка, за 2 км від річки Багата (правий берег). Поруч із селом проходить автомобільна дорога Т 2110. В селі є невеликий ставок.

## Історія
- 1775 — дата заснування.

## Економіка
- Молочно-товарна ферма.